# 吉元男爵
吉元男爵（日語：バロン吉元，1940年11月11日—），日本漫畫家、畫家，本名吉元正，劇畫全盛時期的作者之一。

## 經歷
出生於滿州國，在鹿兒島縣指宿市長大，武藏野美術大學西洋畫科肄業，1959年投稿到貸本漫畫雜誌《街》而出道，之後曾擔任過橫山光輝的助手。
1992年獲二科展獎勵賞。1997年獲得現創展日下部賞、東京展優秀賞。
2003年獲得日本出版美術家連盟展大賞，擔任該年度的日本文化廳文化交流使。

## 筆名
1967年開始以吉元男爵之名發表貸本漫畫，此筆名是當時編輯擅自幫他取的。